# جنتیوبیوس
جنتیوبیوس (به انگلیسی: Gentiobiose) با فرمول شیمیایی C۱۲H۲۲O۱۱ یک ترکیب شیمیایی با شناسه پاب‌کم ۴۴۱۴۲۲ است. که جرم مولی آن ۳۴۲٫۳ g/mol می‌باشد. 